# 易知码
易知码（EasyNumber）是Enterprise Access SYstem Number的缩写，是由 Creditreform 和 科法斯 (Coface) 合资创建的 Easynumber 公司 提供的商业识别符, 用于识别各类企事业单位及其它组织。该国际通用识别编码与许多国家的本国识别码相一致。

## 编码结构
该识别符和已经使用的本地识别符相一致，并定期进行同步。其包含的 19位数字 中，
- 前14位称为公司EasyNumber，包括12位依次递增的数字以及2位的控制码.
- 后5位则用来识别公司下属的实体.

## 认证记录
自2007年6月起，该识别符已经被多家国际行业组织承认，包括 商业信息产业协会(BIIA),欧洲信用管理协会联合会(FECMA), 并预期将符合欧盟委员会的要求(歐洲標準委員會专题组协议, 2009 年11月)
截至2010年9月，已有多达6600万家企业被授予EasyNumber.